# Monster von Stronsay

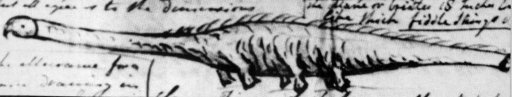
Eine Zeichnung aus dem Jahre 1808

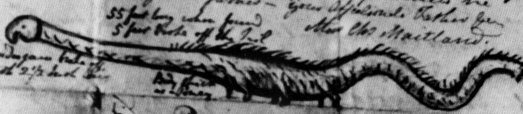
Eine weitere Zeichnung aus demselben Jahr

Als Monster von Stronsay (engl. "Stronsay Beast") wird ein Tier bezeichnet, dessen Kadaver am 25. September 1808 von einem Fischer namens John Peace entdeckt wurde.
Das Tier wurde am Rothiesholm Head im Südosten der Orkney-Insel Stronsay angespült. Seine Beschreibung und einige Zeichnungen wurden anhand der Zeugenaussagen angefertigt. Demnach war es etwa 17 Meter lang, der Hals allein maß etwa 3 Meter. Es hatte einen verhältnismäßig kleinen Kopf, glatte graue Haut und eine Mähne vom Kopf bis zum Schwanzansatz. Es hatte nach Angaben der Zeugen drei Paar Gliedmaßen. Der aufgeplatzte Magen soll eine rote Flüssigkeit enthalten haben.
Das Skelett des Tieres bestand aus Knorpeln, somit kommen Knochenfische (wie etwa ein Riemenfisch), Reptilien und Meeressäuger nicht in Frage. An bekannten Arten bleiben bei der gegebenen Größe nur Walhai und Riesenhai, wobei ersterer nur in tropischen Gewässern vorkommt. Allerdings ist der größte nachgewiesene Riesenhai nur 12 Meter lang.
Das Tier wurde auch für eine neu entdeckte Art gehalten und man gab ihm den Namen Halsydrus pontoppidani, Erik Ludvigsen Pontoppidan zu Ehren, allerdings wurde dieser später als Synonym für Cetorhinus maximus fallengelassen. Teile der Überreste werden im Royal Museum of Scotland in Edinburgh aufbewahrt. Sie wurden mit Chemikalien konserviert, die eine DNA-Analyse unmöglich machen. Weitere nach London gebrachte Überreste wurden durch deutsche Luftangriffe im Zweiten Weltkrieg zerstört, allerdings existieren anatomische Zeichnungen in Edinburgh.
Sir Alexander Gibson fertigte eine künstlerische Zeichnung des Monsters an, auf der es einem Plesiosaurier ähnelt. Sir Everard Home vermutete, dass es sich um einen Riesenhai handle, was wissenschaftlicher Konsens ist. Da Riesenhaie ihren Kiefer in einem frühen Verwesungsstadium verlieren, ist dies kein Widerspruch zur Zeichnung. Bei der Mähne könnte es sich um zerfranstes Muskelgewebe gehandelt haben.